# دارگلیتازون
دارگلیتازون (انگلیسی: Darglitazone) (که پیش‌تر با نام CP 86325-2 شناخته می‌شد) یکی از اعضای گروه داروهای تیازولیدیندیون و آگونیست گیرنده-γ فعال شده توسط تکثیرکننده پراکسی زوم (PPAR-γ)، یک عضو یتیم از خانواده گیرنده‌های هسته‌ای فاکتورهای رونویسی است. این دارو دارای انواع گوناگونی از اثرات حساس کننده به انسولین است، مانند بهبود کنترل قند خون و چربی خون، و توسط شرکت فایزر به عنوان درمان اختلالات متابولیک مانند دیابت نوع ۲ مورد پژوهش قرار گرفت.
پژوهش‌های آن در تاریخ ۸ نوامبر ۱۹۹۹ پایان یافت.